# Myodo-dong
Myodo-dong (koreanska: 묘도동) är en stadsdel i staden Yeosu i provinsen Södra Jeolla, i den södra delen av Sydkorea, 305 km söder om huvudstaden Seoul. Stadsdelen ligger på ön Myodo.